# Бриоски, Франческо
Франческо Бриоски (итал. Francesco Brioschi; 22 декабря 1824, Милан — 13 декабря 1897, Милан) — итальянский математик.
Член-корреспондент Парижской академии наук (1880), Петербургской академии наук (1884).

## Биография
Франческо Бриоски родился 22 декабря 1824 года в городе Милане.
В 1852 году стал профессором механики и геодезии в Университете Павии, а после 1861-го — профессором математики и гидравлики, а также директором Высшей технической школы в Милане.
Умер 13 декабря 1897 года в родном городе.
Первый том его «Opere matematiche» вышел в 1901 году в Милане.

## Научная деятельность
Многочисленные работы Франческо Бриоски касаются преимущественно алгебры, дифференциального и интегрального исчисления. Им напечатан был также первый учебник о детерминантах: «La teoria dei determinanti e le sue applicazioni» (Павия, 1854; переведен также на немецкий язык).
Его именем также часто называют формулу, выражающую гауссову кривизну двумерной поверхности через коэффициенты её первой квадратичной формы.